# 埃爾芬根

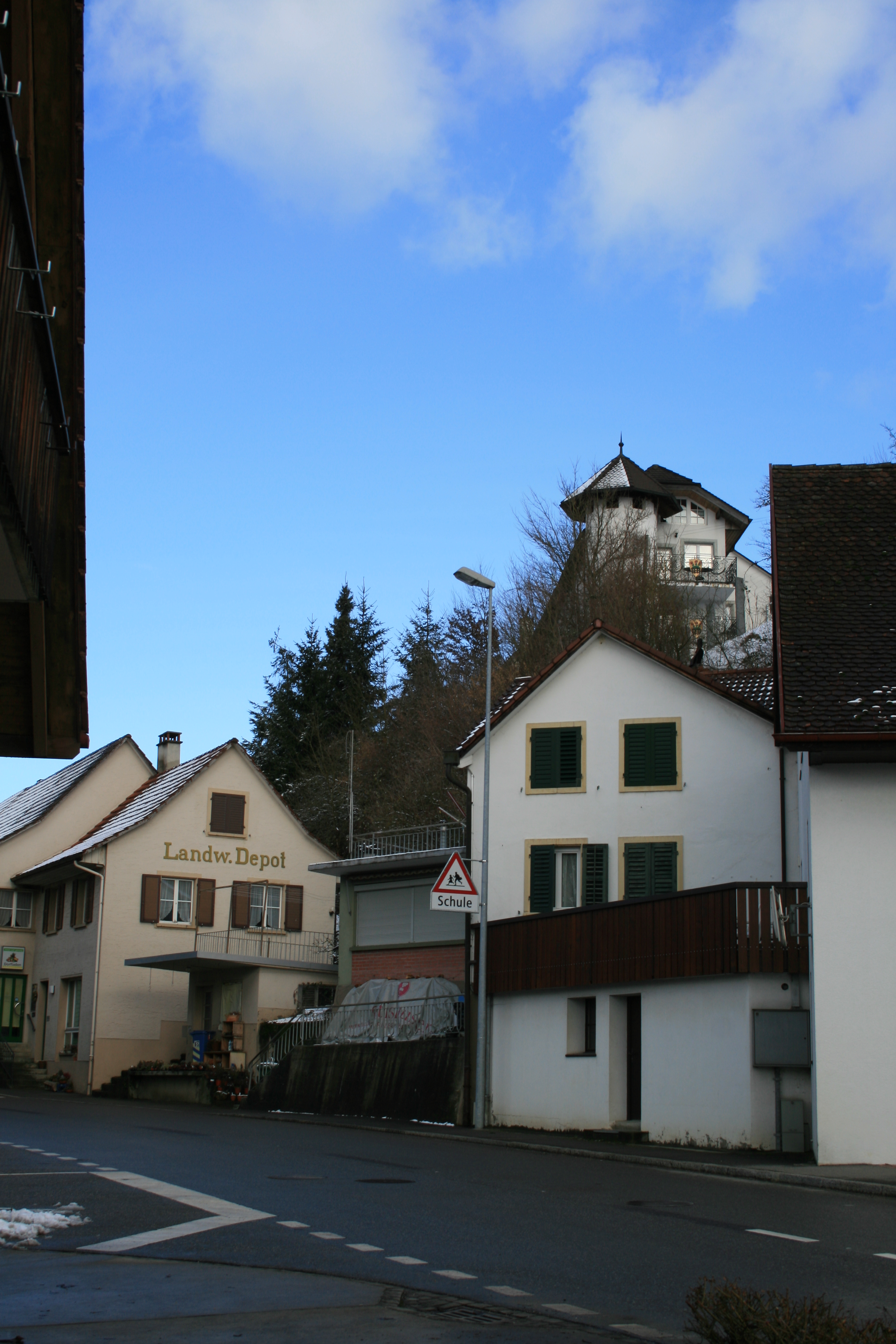

埃爾芬根是瑞士的城鎮，位於該國北部，由阿爾高州負責管轄，面積4.23平方公里，海拔高度457米，2012年人口279，六成人口信奉基督教，人口密度每平方公里66人。